# St Margarets (Herefordshire)
St Margarets est une paroisse civile et un village du Herefordshire, en Angleterre.